# Elżbieta Mielczarek
Elżbieta Mielczarek (ur. 18 listopada 1958 w Łodzi) – polska piosenkarka bluesowa, szczególnie aktywna w latach 80. XX wieku. Nazywano ją „pierwszą damą bluesa". 

## Życiorys
W wieku dziesięciu lat zaczęła uczęszczać na lekcje gry na fortepianie. Samodzielnie uczyła się gry na gitarze. Będąc jeszcze licealistką zadebiutowała w łódzkim klubie studenckim Siódemki. 
Przeniosła się do Warszawy i zaczęła grać z zespołami ulicznymi muzykę stylizowaną na amerykański blue grass. Stykała się z muzyką bluesową, którą z powodzeniem śpiewała przez kilka lat. Z tego okresu pochodzą najbardziej znane jej utwory „Poczekalnia PKP" (kompozycja „Blue Drag” Josefa Myrowa) i „Hotel Grand".
W poszukiwaniu dalszej drogi swojego rozwoju przestała koncertować, w 1987 roku wyjechała z Polski, przeszła na buddyzm i zajęła się profesjonalnie medycyną chińską. 
Od 2000 roku koncertuje ponownie, a od 2003 również w Polsce. W Niemczech występuje używając pseudonimu Estiny.

## Dyskografia
albumy
- Blues Koncert razem z Janem Kyksem Skrzekiem 1983 Pronit; wznowienie CD 2005 i 2008 Agencja Artystyczna MTJ
- ElaeLa, Metal Mind Productions 2012

single
- SP „Blues" 1983 PolJazz (S-PSJ-3)

1. „Poczekalnia PKP" (nagrano 15 lipca 1982)
2. „Trouble In Mind” (Richard – M. Jones) (nagrano 9 listopada 1982)